# Mujer medicina
Mujer medicina es una película documental de Argentina filmada en colores dirigida por Daiana Rosenfeld sobre su propio guion que se estrenó el 7 de noviembre de 2019.

## Sinopsis
Desde siete años atrás Fedra, que trabaja en la Argentina con plantas medicinales, hace viajes a Perú para conectarse y aprender acerca de los curanderos de los pueblos de la región. Ahora, ya en los 40 años, decide hacer su duelo por el reciente fallecimiento de su padre en la selva amazónica y en la montaña peruana, realizando diversos rituales de sanación, limpieza y purificación con ceremonias de plantas, ayunos y búsqueda de visión.

## Comentarios
Adolfo C. Martínez en La Nación escribió:

”Fedra… en momentos en que está atravesando un proceso de transformación espiritual, tras una crisis personal, y de la mano de dos curanderos se acerca a prácticas ancestrales en busca de sanación. Así este documental…constituye una experiencia de transformación, un encuentro espiritual y un viaje en búsqueda de la curación dentro de un marco en el que se alternan lo poético con lo doloroso dentro de un extraño micromundo.”.